# Brasiliens Grand Prix 1986
Brasiliens Grand Prix 1986 var det första av 16 lopp ingående i formel 1-VM 1986.

## Resultat
1. Nelson Piquet, Williams-Honda, 9 poäng
2. Ayrton Senna, Lotus-Renault, 6
3. Jacques Laffite, Ligier-Renault, 4
4. René Arnoux, Ligier-Renault, 3
5. Martin Brundle, Tyrrell-Renault, 2
6. Gerhard Berger, Benetton-BMW, 1
7. Philippe Streiff, Tyrrell-Renault
8. Elio de Angelis, Brabham-BMW
9. Johnny Dumfries, Lotus-Renault
10. Teo Fabi, Benetton-BMW

### Förare som bröt loppet
- Thierry Boutsen, Arrows-BMW (varv 37, avgassystem)
- Michele Alboreto, Ferrari (35, bränslesystem)
- Alain Prost, McLaren-TAG (30, motor)
- Christian Danner, Osella-Alfa Romeo (29, motor)
- Stefan "Lill-Lövis" Johansson, Ferrari (26, bromsar)
- Patrick Tambay, Team Haas (Lola-Hart) (24, batteri)
- Riccardo Patrese, Brabham-BMW (21, vattenläcka)
- Jonathan Palmer, Zakspeed (20, motor)
- Marc Surer, Arrows-BMW (19, motor)
- Alessandro Nannini, Minardi-Motori Moderni (18, koppling)
- Andrea de Cesaris, Minardi-Motori Moderni (16, turbo)
- Piercarlo Ghinzani, Osella-Alfa Romeo (16, motor)
- Keke Rosberg, McLaren-TAG (6, motor)
- Alan Jones, Team Haas (Lola-Hart) (5, insprutning)
- Nigel Mansell, Williams-Honda (0, snurrade av)